# 弗雷澤冰原島峰
81°47′S 155°55′E / 81.783°S 155.917°E
弗雷澤冰原島峰（英語：Fraser Nunatak）是南極洲的冰原島峰，位於奧次地，處於維爾霍伊特冰原島峰西南面22公里，海拔高度2,070米，現時由南極條約體系管理。